# Cordia panicularis
Cordia panicularis là loài thực vật có hoa trong họ Mồ hôi. Loài này được Rudge mô tả khoa học đầu tiên năm 1806.